# Dharragarra
Dharragarra («качкодзьоб» мовою гамілараай) — викопний рід однопрохідних ссавців із пізньокрейдової (сеноманської) формації Гріман-Крік в Австралії. Рід містить один вид, D. aurora, відомий з часткової лівої нижньощелепної гілки. Dharragarra, ймовірно, була більш тісно споріднена із сучасним качкодзьобом, ніж багато інших однопрохідних крейдового періоду.